# Bombacho

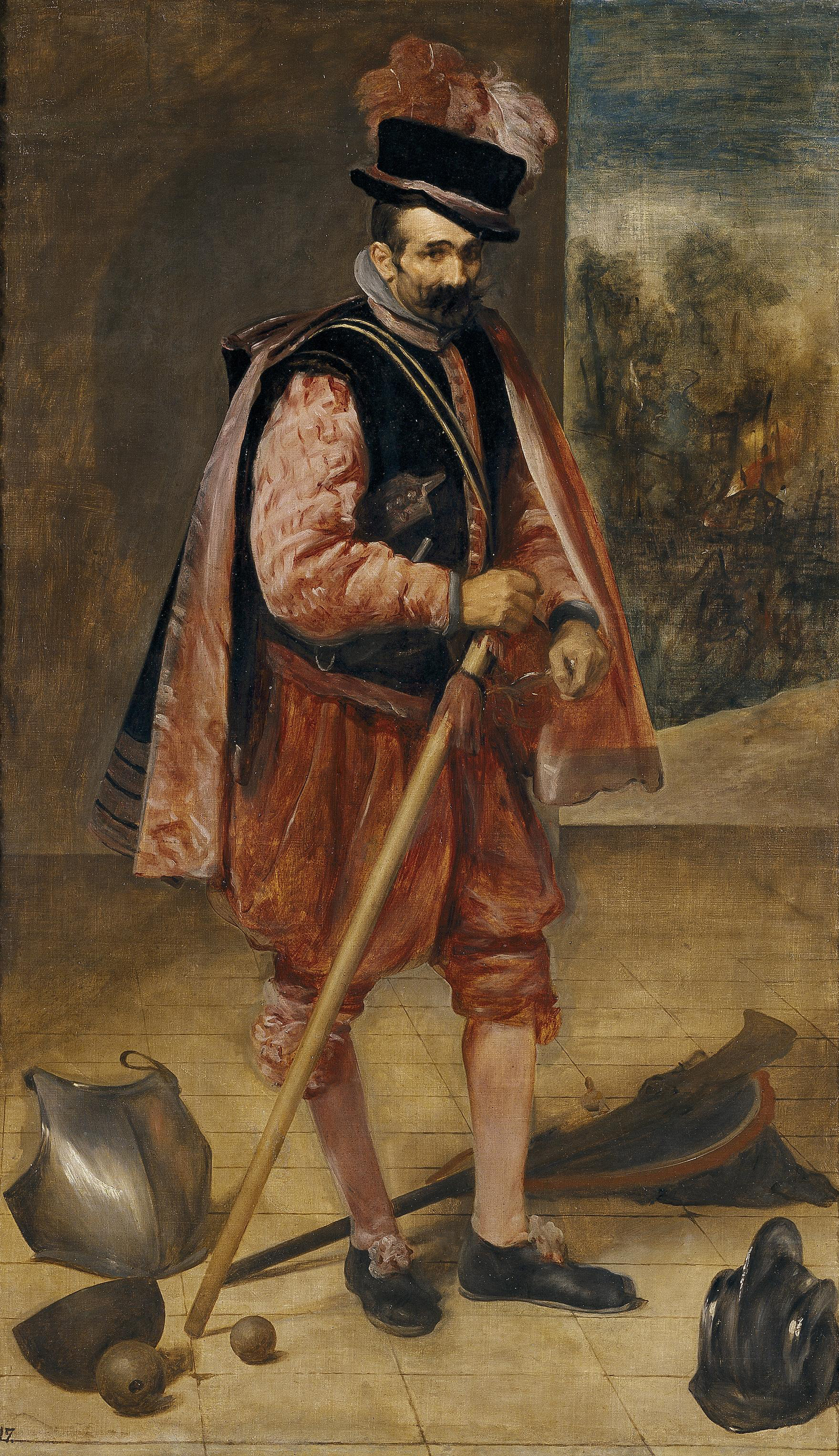
El bufón llamado Don Juan de Austria, con calzas bombachas. Obra de Diego Velázquez en 1632 (Museo del Prado)

Bombacho, pantalón bombacho o calzas abombadas, es un modelo de calzas de tipo pantalón ancho y suelto, que se ajusta a la pierna por debajo de la rodilla. Tuvo especial desarrollo como parte de la indumentaria militar desde el siglo XVI al siglo XX.
Prenda cómoda por su holgura y gran libertad de movimientos en comparación con otros tipos de pantalones y de muy diversa tipología:

## Tipos y evolución
- los pantalones abombados o soplados que forman parte de la indumentaria folclórica de Turquía, del Magreb y de diversas zonas de la costa mediterránea española: Pantalones y medias mallorquinas, Zaragüelles de la Comunidad  Valenciana, la región de Murcia y las Tierras del Ebro;
- las ‘bragas’ de la indumentaria masculina en la Maragatería, España, o el «bragou bras» en Bretaña, Francia;
- los pantalones característicos de los cosacos en Rusia y Ucrania
- los calzones y pantalones de regimientos zuavos y otras tropas coloniales del Norte de África, basados en el tipo anterior;
- los pololos femeninos del siglo XIX;
- el pantalón de golf, ciclismo y esquí;
- los llamados pantalones gudaris, de los soldados del Eusko Gudarostea, la denominación utilizada por el ejército del Gobierno vasco durante la guerra civil española;
- en Uruguay y Argentina se denomina bombachos a los pantalones de montar, y son parte del traje típico del gaucho con el nombre de bombacha de campo. Muy semejantes a los utilizados en Rio Grande do Sul en Brasil, donde en las guerras civiles del siglo XIX una de las facciones constitutida predominantemente por gaúchos era denominada de los maragatos, para acusarles de estar bajo influencia uruguaya.

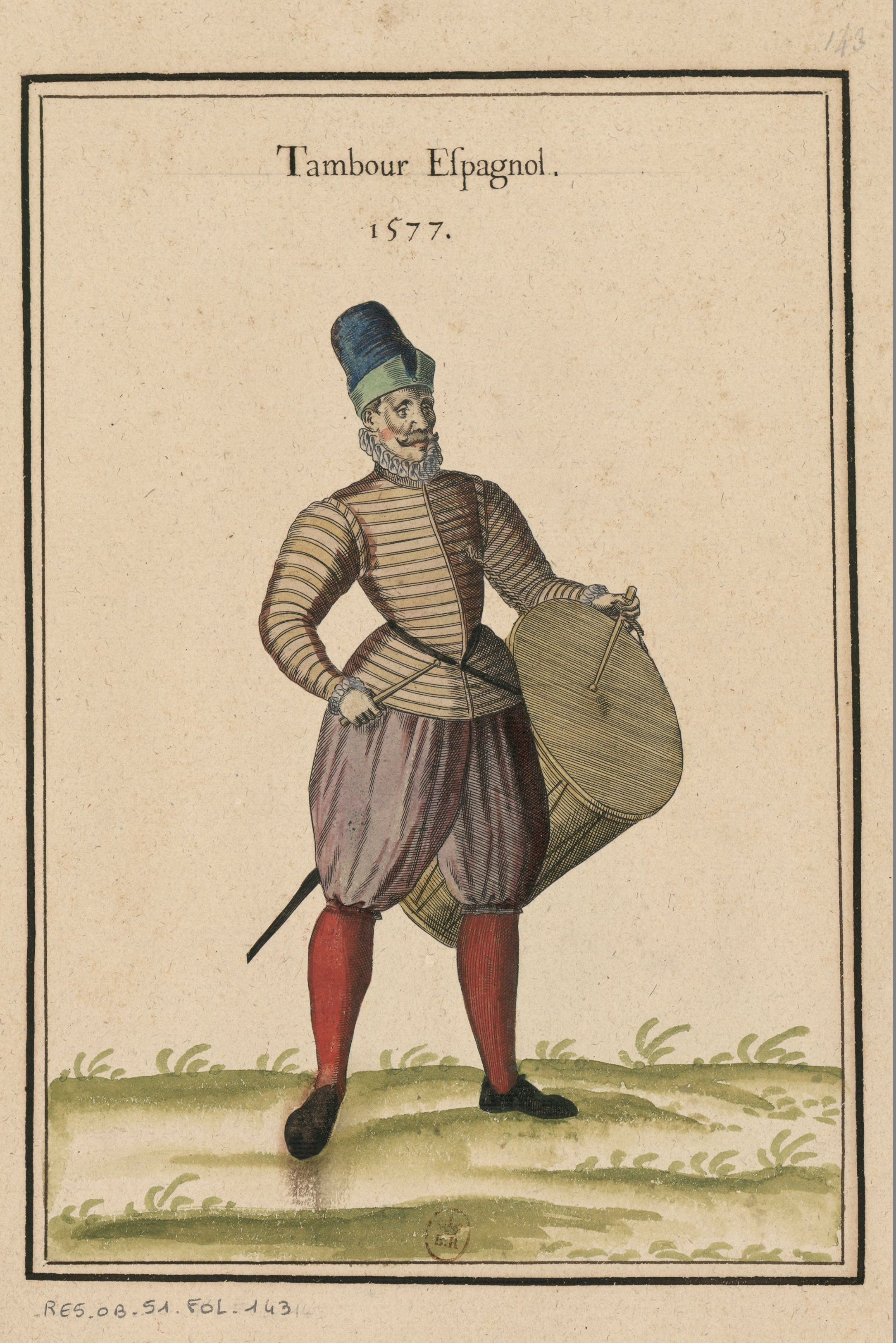
Precedente del bombacho en un tambor de los Tercios españoles con calzas botargas enteras (o de escaramuza) en 1577.
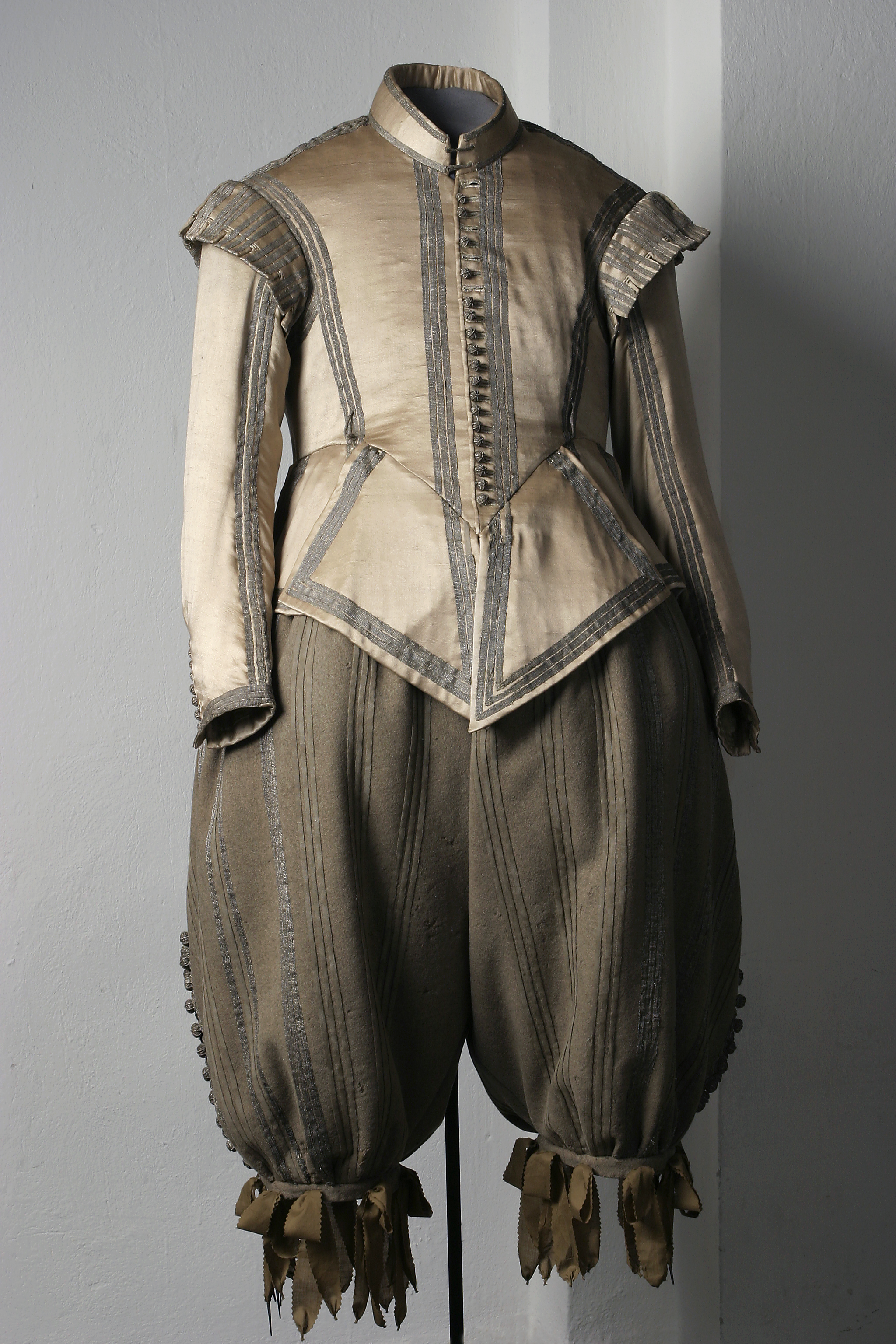
Calzas bombachas en la colección de Gustavo II Adolfo de Suecia (Livrustkammaren).
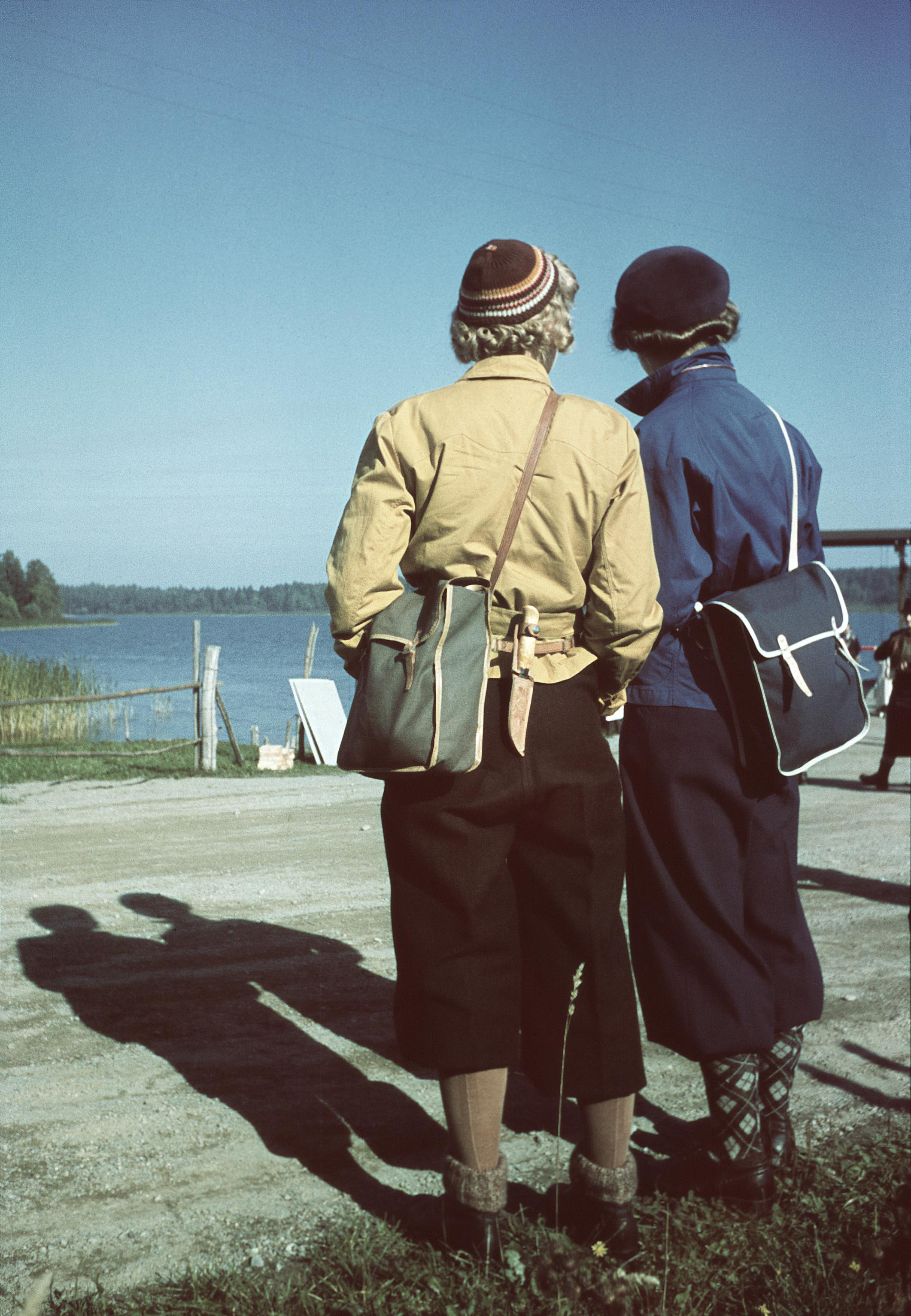
Turistas suecas de 1938 en los fiordos noruegos, con pantalón amplio recogido como bombacho. Museo del Pueblo Noruego.
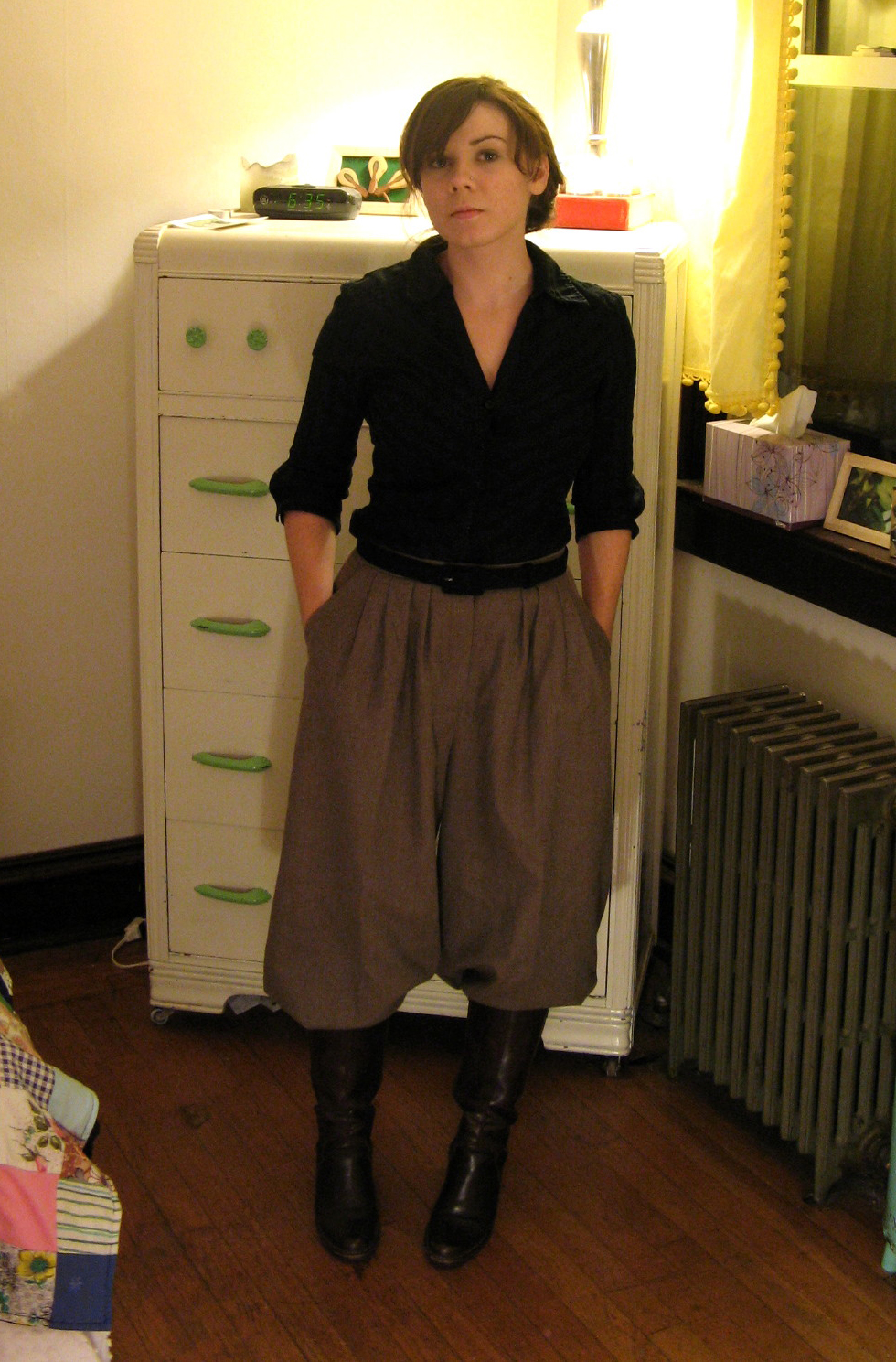
Mujer joven del siglo XXI, con bombachos de piqué con mezcla de lana.